# Martin Schwartz
Martin Schwartz (Augsburg, ? – Stoke Field, 1487. június 16.) német zsoldoskapitány volt, aki a rózsák háborúja utolsó csatájában esett el a York-pártiak oldalán Stoke Fieldnél.
Martin Schwartz Augsburgban született 1450 körül egy cipész gyermekeként. Később katonai vállalkozásokat vezetett, zsoldosokat toborzott különböző hadjáratokhoz. Részt vett Neuss ostromában 1475-ben Károly burgundi herceg oldalán. 1486-ban I. Miksa német-római császár megbízásából harcolt a franciák ellen Burgundiában, valamint közreműködött a flamand lázadás leverésében. Schwartz 200 svájci zsoldost vezetett a hadjáratban. 1487-ben csatlakozott a York-párti urak seregének angliai partraszállásához, amelynek célja VII. Henrik angol király uralmának megdöntése volt. Schwartzot Yorki Margit burgundi hercegné bízta meg nagyjából kétezer német és svájci zsoldos toborzásával és vezetésével. A Stoke Field-i ütközetben életét vesztette.

## Fordítás
- Ez a szócikk részben vagy egészben  a   Martin Schwartz (mercenary) című angol Wikipédia-szócikk ezen változatának fordításán alapul.  Az eredeti cikk szerkesztőit annak laptörténete sorolja fel. Ez a jelzés csupán a megfogalmazás eredetét és a szerzői jogokat jelzi, nem szolgál a cikkben szereplő információk forrásmegjelöléseként.